# Shariff Saydona Mustapha
Shariff Saydona Mustapha é um município de  - na província Maguindanao do Sul, nas Filipinas. De acordo com o censo de 1 de maio  de  2020 possui uma população de 25 080 pessoas e 4 494 domicílios.